# Иштуган (Кукморский район)
Иштуган — деревня в Кукморском районе Татарстана. Входит в состав Нырьинского сельского поселения.

## География
Находится в северо-западной части Татарстана на расстоянии приблизительно 18 км на запад по прямой от районного центра города Кукмор.

## История
Основана в XVIII века, упоминалась также как Иштуганов Починок.

## Население
Постоянных жителей было: в 1859—116, в 1897—169, в 1908—208, в 1920—230, в 1926—257, в 1938—186, в 1949—164, в 1958—139, в 1970—155, в 1979—127, в 1989—100, 94 в 2002 году (удмурты 98 %), 83 в 2010.